# Mejorana (baile)
Los Bailes de Mejorana, son un conjunto de danzas autóctonas de Panamá, que son interpretadas con la guitarra Mejoranera o con el Socavón.

## Usos del Término Mejorana
En el contexto nacional panameño el término Mejorana, además de referirse a las danzas, puede ser utilizado indistintamente para las siguientes manifestaciones:

### Mejorana: Instrumento Musical
La mejorana o mejoranera es un instrumento musical de cuerda muy popular en Panamá. Es usado en el folclore panameño.

### Canto de Mejorana
La Mejorana o Socavón es un género poético-musical autóctono de Panamá. Esta manifestación consiste en versos cantados en Décimas con el acompañamiento musical de la Guitarra Mejoranera o del Socavón, Rabel o Violín.

## Historia
No existen datos históricos que precisen alguna fecha ilustrativa de la antigüedad de estos bailes, pero deben ser muy remotos, pues sus cultivadores siempre aseguran que sus bisabuelos ya bailaban y sabían que eran muy viejos.
La costumbre antigua era que el Socavón de cuatro cuerdas, era el preferido para ejecutar los bailes de Mejorana; su cultivo con el pasar de los años fue mermando y ha sido reemplazado por la Mejorana de cinco cuerdas, debido a que es más fácil de tocar.
Por su delimitación específicamente rural y sus rasgos muy antiguos, se puede considerar a los bailes de mejorana, como las danzas existentes de mayor pureza hispánica en Panamá.

## Distribución Geográfica
La tradición de los bailes de Mejorana se ubica en las provincias de Los Santos, Herrera, Veraguas y en menor medida en Coclé.
En la actualidad el lugar donde mejor se conservan los bailes de Mejorana, es en el Distrito de Ocú, en la Provincia de Herrera.

## Acompañamiento Musical

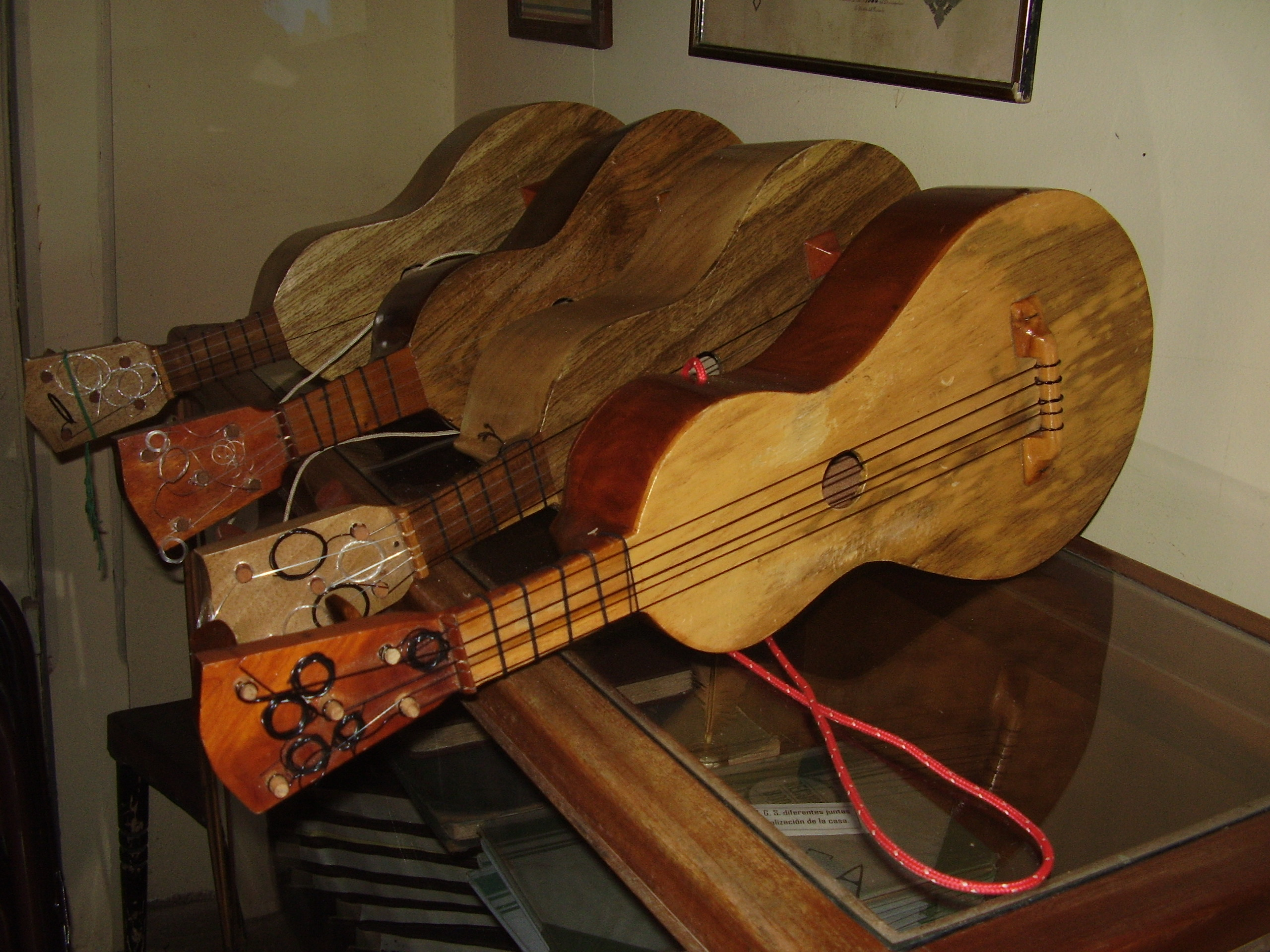
Mejorana, pequeña guitarra autóctona de Panamá, con que se tocan los bailes de mejorana.

El metro o compás con que es tocada la música de los bailes de mejorana es ternario con excepción de la Cumbia que se toca en 2/4.
Generalmente la música de estos bailes, es ejecutada con la Mejorana exclusivamente. Sin embargo, en la Provincia de Veraguas, se le añade el acompañamiento del Rabel y una caja.

## Pasos fundamentales
Los bailes de Mejorana son los menos sensuales de los bailes folclóricos panameños. Parejas sueltas, atención a la música, miradas femeninas dirigidas al suelo, brazos masculinos levantados o bien caídos, movimientos de sentido vertical y otros rasgos así lo demuestran.
Su movimiento fundamental y frecuente es el zapateo, que apenas si alterna con los balanceos en sentido vertical (pequeños saltos con flexiones), como para tomar aliento. Las figuras terminan siempre con algunos "zapatazos" del hombre. Todos los bailadores sincronizan sus golpes de pies con los rasgueos de la mejorana.
El zapateo difiere al clásico español, en que éste limita su consecuencia a las extremidades inferiores, dejando el tronco hieráticamente inafectado, mientras que el panameño actúa sobre el cuerpo entero, porque el tronco se va hacia el suelo o se releva drásticamente con las flexiones del zapateo.
El Zapateo es simple, sin repiqueteos, sin efectos de punta y tacón, hecho a pie plano y ayudado por el estallido de las "cutarras" (sandalias de cuero). Es de un carácter totalmente rústico.

## Tipos de Baile
Manuel Zárate, desarrolló una clasificación para los Bailes de Mejorana, en su obra "Tambor y Socavón"; observando las ubicaciones de las parejas, la posición del hombre respecto de la mujer y anotando el género de música y los movimientos del conjunto.
Esta clasificación sistemática se divide en los siguientes grupos:
Grupo 1: Parejas en línea recta, los hombres frente a las mujeres con intercambios de posición.
- Mejorana
- Ponchos
- Suestes
- Socavones
- Santeña
- Gallina

Grupo 2: Parejas independientes ocupando todo el cuadro
- Zapateros
- Puntos

Grupo 3: Parejas en ronda
- Cumbia